# Rafael Jácome de Andrade
Rafael Jácome Lopes de Andrade (Lisboa, 1 de outubro de 1851 — Sintra, 25 de julho de 1900) foi um militar e político português.

## Biografia
Rafael de Andrade nasceu em 1 de outubro de 1851, na freguesia de Santa Justa, em Lisboa, filho de Rafael José Lopes de Andrade, comendador, cônsul-geral e proprietário, e de D. Mariana Romana Francisca.
Serviu como Governador do Timor Português, entre 1888 e 1889, quando realizou melhorias na cidade de Díli. Depois, foi nomeado Governador-Geral de Moçambique, entre 1891 e 1893. Por duas vezes, foi Governador da Índia Portuguesa, entre 1893 e 1894 e depois, entre 1895 e 1896.
Capitão de fragata da Marinha Real Portuguesa, foi feito Oficial da Ordem de Aviz, Comendador da Ordem da Torre e Espada e Comendador da dinástica Ordem da Conceição. Foi também Conselheiro honorário de Estado.
Casou, em 25 de setembro de 1897, apenas três anos antes de sua morte, com D. Carolina Maria Jones, inglesa, dezoito anos mais nova, natural de Gales do Sul, e filha do cura David Jones, na Sé de Lisboa, de quem não teve filhos. Deixou no entanto, dois filhos e três filhas, de diferentes relações.
Residiu durante um largo período de tempo no extinto Hotel Bragança, sito na Rua do Alecrim.
Rafael Lopes de Andrade faleceu em 25 de julho de 1900 em Sintra, no Bairro de São Sebastião, da freguesia de Santa Maria e São Miguel. Encontra-se sepultado no Cemitério dos Prazeres, em jazigo.